# Charly Clerc
Pour les articles homonymes, voir Clerc.
Charly Clerc (né à Neuchâtel, le 15 août 1882 ;  mort à Enges, le 20 octobre 1958) est un écrivain, poète et essayiste suisse. Bachelier en théologie de la Faculté de Lausanne (1907), il poursuit ses études par un doctorat ès Lettres à Paris (1915). En 1933, il est nommé professeur de littérature française à l' École polytechnique fédérale de Zurich, chaire qu'il occupe jusqu'en 1952 .

## Biographie
Fils de Gustave-Adolphe Clerc, notaire à Neuchâtel, et de Marie-Adèle Leuba, il épouse Andrée Berthoud, fille du peintre Alfred Henri Berthoud. Charly Clerc entreprend tout d'abord des études de théologie protestante avant de s'orienter vers la littérature. Au cours de ses études, il fréquente les universités de Lausanne, Berlin, Marbourg, Paris et Neuchâtel . Docteur ès Lettres de l'université de Paris, il enseigne successivement à l'École libre de Glarisegg, près de Steckborn, puis au Collège et à l'École supérieure des jeunes filles de Genève  avant d'être appelé à l' École polytechnique fédérale de Zurich. Il mène une brillante carrière d'homme de lettres. Contributeur régulier de la revue romande  La Semaine littéraire et de la "Gazette de Lausanne, il signe de nombreux articles sur la vie artistique et culturelle suisse, où il se distingue comme un passeur entre les cultures romande et suisse-alémanique. Il traduit en français plusieurs œuvres du zurichois Gottfried Keller.
Davantage chroniqueur et essayiste qu'écrivain, Charly Clerc est l'auteur de plusieurs pièces de théâtre, d'un recueil de poèmes et de contes.
Il fut un membre dirigeant des principales institutions culturelles helvétiques: Fondation Schiller, Pro Helvetia, Société des écrivains suisses. Lorsqu'il quitte sa chaire de littérature française à l' École polytechnique fédérale de Zurich, le gouvernement français le fait Officier de la Légion d'honneur .

## Œuvres
- Jésus et Marc-Aurèle, Neuchâtel: Attinger Frères, 1907.
- La Crise de l'enseignement religieux, Lausanne: Éditions la Concorde, 1913.
- Les Théories relatives au culte des images chez les auteurs grecs du IIe siècle après J.-C.  (Thèse de doctorat), Paris: Fontemoing & Cie, 1915.
- Les Chemins et les demeures: esquisses et poèmes, Paris; Neuchâtel: Delachaux et Niestlé S.A., 1920.
- Lettres sur l'esprit romand , Neuchâtel ; Genève : Éditions Forum, 1921.
- La Trêve de Dieu : vingt poèmes, Lausanne : Édition La Concorde, 1923.
- Le Génie du paganisme: essais sur l'inspiration antique dans la littérature contemporaine, Paris: Payot, 1926.
- Écrivains de Suisse allemande, Lausanne: Éditions des lettres de Lausanne, 1929.
- Le Génie du lieu: pages d'écrivains romands de Béat de Muralt à Philippe Monnier , avec une introduction de Charly Clerc, Neuchâtel; Paris: Éditions V. Attinger, 1929.
- Évolution de l'esprit romand (leçon inaugurale à l'EPFZ prononcée le 27 mai 1933,) Aarau: H.R. Sauerlander et Cie, 1933.
- Monsieur Providence: comédie en trois actes, Genève: G. Meyer, 1935.
- Le Mouton enragé: comédie en trois actes, Genève: G. Meyer, 1936.
- Portrait de Philippe Bridel (1852-1936), Lausanne: Payot et Cie, 1938.
- Panorama des littératures contemporaines de Suisse , Charly Clerc, Jean Moser, Piero Brianconi et al., Paris: Édition du Sagittaire, 1938.
- Le Jeune homme riche: mystère en un acte, Lausanne: Imprimerie la Concorde, 1939.
- Le Mystère du fils prodigue, Montreux: Imprimerie Ch. Corbaz, 1940.
- Au travers du feu : mystère en trois actes, Lausanne: Librairie Payot, 1941.
- Quatre mystères : La vieillesse des rois mages - Le Mystère du fils prodigue - Le jeune homme triste - Le palais invisible , Lausanne: Édition La Concorde, 1941.
- La Bonne aventure: trois actes, Neuchâtel, La Braconnière, 1942.
- L'Invitation au festin: un jeu civique et sacré qui a pour cadre le parvis Saint-Pierre à Genève, Lausanne: Édition La Concorde, 1942.
- Deux bons génies de la cité: Rodolphe Töpffer et Gottfried Keller , Genève: Éditions d'art A. Skira, 1943.
- Entre les Alpes et le Rhin: Études sur la vie littéraire en Suisse allemande, Genève: Éditions de la Frégate, 1944.
- Notre Gotthelf , Genève: Imprimerie Albert Kundig, 1944.
- En Suisse allemande: la langue et le dialecte , Lausanne: Éditions de la Concorde, 1945.
- Le Poète de la cité, Zurich: Verlag der Gottfried Keller-Gesellschaft, 1947.
- Vinet vivant, 1847-1947, Conférences par MM. Charly Clerc, Philippe Daulte, Pierre Kohler, Henry Perrochon et al., Lausanne : Éditions de l'Église nationale vaudoise, 1947.
- L'Âme d'un pays: aspects du patriotisme helvétique, Paris; Neuchâtel: Delachaux & Niestlé S. A., 1950.
- Sur l'étude de la littérature vivante (dernière leçon faite à l'EPFZ), Zurich: Éditions polygraphiques S.A., 1952.
- Contes pour grandes personnes, Lausanne : Éd. Vie, 1953.
- La fin de Balthazar : Suivie d'autres récits et d'un mystère de Noël, Genève : Éditions Labor et fides, 1953.
- La journée des sept démons et autres contes, Neuchâtel : Messeiller, 1956.

## Traductions
- Herodote, Histoire de Crésus, trad. du grec, St.-Blaise: Foyer solidariste, 1908
- Keller, Gottfried,  Les trois justes, trad. de l'allemand, Genève: Georg & Cie, 1920.
- Stickelberger, Emanuel,  Nouvelles helvétiques, trad. de l'allemand, Lausanne: Payot & Cie, 1925.
- Théocrites, Trois idylles de Théocrites, trad. du grec, Genève: Imprimerie A. Kundig, 1928.
- Meyer, Conrad Ferdinand,  Le Saint, suivi des Noces du moine , trad. de l'allemand, avant-propos par Robert d'Harcourt, Paris: Librairie Stock, 1929.
- Keller, Gottfried,  C'est l'habit qui fait l'homme, trad. de l'allemand, Lausanne: Société Romande des lectures populaires, 1929.
- Keller, Gottfried,  D'après nature: Les trois justes - C'est l'habit qui fait l'homme - Le fanion des sept braves, trad. de l'allemand, Genève: Connaître, 1951.